# 1998–2002 közötti magyar országgyűlési képviselők listája
A következő lista az 1998 és 2002 között működő Országgyűlés képviselőit sorolja fel frakcióhovatartozás szerint.

## Elnökség
Az Országgyűlés elnöke:
- Áder János (Fidesz)

Az Országgyűlés alelnökei:
- Szili Katalin (MSZP)
- Gyimóthy Géza (FKGP, 2001. szeptember 19-éig)
- Wekler Ferenc (SZDSZ)

## Frakcióvezetők
- Fidesz: Szájer József
- MSZP: Kovács László (2000. december 31-éig), Nagy Sándor
- FKGP: Torgyán József (1998. július 7-éig), Bánk Attila (2001. március 4-éig), Szentgyörgyvölgyi Péter
- SZDSZ: Kuncze Gábor (2000. december 10-éig), Szent-Iványi István
- MDF: Balsai István
- MIÉP: Csurka István

## Képviselők

### Fidesz
- Áder János (Csorna)
- Ágota Gábor (Kapuvár)
- Arnóth Sándor (Püspökladány)
- Babák Mihály (Békés megyei lista)
- Balla György (Jász-Nagykun-Szolnok megyei lista)
- Balla Mihály (Balassagyarmat)
- Balsay István (Székesfehérvár 1.)
- Bánki Erik (Baranya megyei lista)
- Bartha László (Szeged 1.)
- Básthy Tamás (Kőszeg)
- Bebes István (Vas megyei lista)
- Becsó Zsolt (Nógrád megyei lista)
- Bernáth Ildikó (Veszprém 2.)
- Birkás Tivadar (Győr 3.)
- Bóka István (Balatonfüred)
- Borkó Károly (Szabolcs-Szatmár-Bereg megyei lista)
- Braun Márton (Szekszárd)
- Búsi Lajos (Mezőtúr)
- Buza Attila (Dabas), 2000-ben elhunyt
- Czerván György (Nagykáta)
- Dancsó József (Békés megyei lista)
- Deutsch Tamás (Budapest, VII. ker.)
- Domokos László (Szarvas)
- Dorkota Lajos (Fejér megyei lista)
- Endre Sándor (Kiskunfélegyháza)
- Farkas Sándor (Szentes)
- Fazekas Sándor (Országos lista)
- Fehérvári Tamás (Dombóvár)
- Fónagy János (Borsod-Abaúj-Zemplén megyei lista)
- Frajna Imre (Pilisvörösvár)
- Glattfelder Béla (Budapest, XVI. ker.)
- Gógl Árpád (Országos lista)
- Gubicza Tibor (Fejér megyei lista)
- Gyapay Zoltán (Várpalota)
- Gyimesi István (Ráckeve)
- Gyimesi József (Szombathely 1.)
- Györkös Péter (Vas megyei lista)
- Gyuricza Béla (Székesfehérvár 2.), 1999-ben elhunyt
- Gyürk András (Budapesti lista)
- Hadházy Sándor (Szentendre)
- Halász János (Debrecen 2.)
- Hargitai János (Mohács)
- Harrach Péter (Szob)
- Herbst János (Tolna megyei lista)
- Homa János (Eger)
- Horváth János (Országos lista)
- Horváth László (Pétervására)
- Horváth Zsolt (Kecskemét 2.)
- Hörcsik Richárd (Sátoraljaújhely)
- Illés Zoltán (Budapest, VI. ker.)
- Imre Zsolt (Vác)
- Isépy Tamás (Országos lista)
- Ivanics Ferenc (Győr-Moson-Sopron megyei lista)
- Ivanics István (Bács-Kiskun megyei lista)
- Járvás István (Jász-Nagykun-Szolnok megyei lista)
- Juharos Róbert (Budapest, VIII. ker.)
- Kádas Mihály (Miskolc 3.)
- Kerényi János (Bács-Kiskun megyei lista)
- Kiszely Katalin (Országos lista) Tamás Károly helyére, 2001-ig FKGP, 01-ben független
- Koczka Csaba (Zalaegerszeg)
- Koltai Ildikó (Budapest, XVII. ker.)
- Koncz Ferenc (Borsod-Abaúj-Zemplén megyei lista)
- Kósa Lajos (Debrecen 3.)
- Kosztolányi Dénes (Budapesti lista)
- Kovács Ferenc (Sárvár)
- Kovács Zoltán (Pápa)
- Kozma Péter (Szabolcs-Szatmár-Bereg megyei lista)
- Körömi Attila (Baranya megyei lista)
- Kövér László (Veszprém megyei lista)
- Lasztovicza Jenő (Tapolca)
- Latorcai János (Esztergom)
- Láyer József (Hajdúhadház)
- Lázár Mózes (Komárom-Esztergom megyei lista)
- Lenártek András (Miskolc 1.)
- Lévai Tibor (Hajdúböszörmény)
- Mádi László (Nyíregyháza 2.)
- Mánya Kristóf (Gyöngyös)
- Márton Attila (Hajdú-Bihar megyei lista)
- Martonosi György (Makó)
- Mátrai Márta (Somogy megyei lista)
- Mikes Éva (Pécs 1.)
- Molnár Oszkár (Edelény)
- Molnár Róbert (Országos lista, 2001-ig FKGP, 2001-ben független)
- Nagy Gábor Tamás (Budapest, I.-II. ker.)
- Németh Zsolt (Budapest, XXII. ker.)
- Nógrádi László (Lenti)
- Nyitray András (Kecskemét 1.)
- Ódor Ferenc (Encs)
- Orbán Viktor (Országos lista)
- Oszlár Albert (Hajdú-Bihar megyei lista)
- Őry Csaba (Budapest, XIV. ker.)
- Pánczél Károly (Pest megyei lista)
- Pap János (Mosonmagyaróvár)
- Perlaki Jenő (Budapesti lista)
- Pogácsás Tibor (Monor)
- Pokorni Zoltán (Budapest, XII. ker.)
- Polonyi Kornél (Veszprém megyei lista)
- Pósán László (Debrecen 1.)
- Potápi Árpád (Bonyhád)
- Rajcsányi Péter Kálmán (Siófok), 1999-ben elhunyt
- Rákos Tibor (Szeged 3.)
- Rapcsák András (Hódmezővásárhely), 2002-ben elhunyt
- Répássy Róbert (Miskolc 2.)
- Révész Máriusz (Budapesti lista)
- Rigler Zoltán (Győr-Moson-Sopron megyei lista)
- Rockenbauer Zoltán (Budapest VII.-VIII. ker.)
- Rogán Antal (Országos lista)
- Rubovszky György (Budapesti lista)
- Ruchti Róbert (Tata)
- Sági József (Szombathely 2.)
- Salamon László (Dunakeszi)
- Sáringer Gyula (Zala megyei lista)
- Sasvári Szilárd (Budapest, XI. ker.)
- Schmidt Ferenc (Mór)
- Selmeczi Gabriella (Budaörs)
- Simicskó István (Budapesti lista)
- Steinerné Vasvári Éva (Borsod-Abaúj-Zemplén megyei lista)
- Surján László (Szécsény)
- Sümeghy Csaba (Országos lista)
- Szabó Erika (Kiskunhalas)
- Szabó Ferenc (Pest megyei lista)
- Szabó István (Szabolcs-Szatmár-Bereg megyei lista)
- Szabó József Andor (Kaposvár 2.)
- Szájer József (Sopron)
- Szakács Imre (Győr 2.)
- Szalai Annamária (Zala megyei lista)
- Szinyei András (Heves megyei lista)
- Szita Károly (Somogy megyei lista)
- Szűcs Lajos (Dabas), Buza Attila helyére
- Tállai András (Mezőkövesd)
- Tirts Tamás (Budapest, IX. ker.)
- Tóth András (Nagykálló)
- Tóth Ferenc (Paks)
- Tóth Gábor (Aszód)
- Tóth István (Kalocsa)
- Tölgyessy Péter (Országos lista)
- Ughy Attila (Budapest, XVIII. ker.)
- Varga László (Országos lista)
- Varga Mihály (Karcag)
- Várhegyi Attila (Országos lista)
- Várkonyi András (Érd)
- Végh László (Békéscsaba)
- Vidoven Árpád (Pest megyei lista)
- Vígh Ilona (Szeghalom)
- Vitányi István (Hajdú-Bihar megyei lista)
- Weszelovszky Zoltán (Budapesti lista)
- Zsigó Róbert (Baja)

### MSZP
- Ábrahám János (országos lista)
- Antalóczy Attila (Budapest, XIII. ker.)
- Avarkeszi Dezső (Budapest, XXI. ker.)
- Baja Ferenc (Szabolcs-Szatmár-Bereg megyei lista)
- Bajor Tibor (Kisvárda)
- Bakonyi Tibor (Budapesti lista)
- Balogh László (Bács-Kiskun megyei lista)
- Baráth Etele (Budapesti lista)
- Bársony András (Budapesti lista)
- Bazsa György (Országos lista)
- Benedek Mihály (Ózd)
- Bodzás Ferenc Árpád (Országos lista)
- Boldvai László (Salgótarján)
- Burány Sándor (Budapest, XIX. ker.)
- Csabai Lászlóné (Országos lista)
- Csákabonyi Balázs (Országos lista)
- Csige József (Balmazújváros)
- Csiha Judit (Budapest, XIV. ker.)
- Csintalan Sándor (Budapest, IX-XX. ker.)
- Csizmár Gábor (Budapest, IV. ker.)
- Donáth László (Budapest, III. ker.)
- Ecsődi László (Gárdony)
- Érsek Zsolt (Hatvan)
- Faragó Péter (Sajószentpéter)
- Farkas Imre (Kunszentmárton)
- Filló Pál (Budapesti lista)
- Fodor Sándor (Országos lista)
- Fritz Péter (Csongrád megyei lista)
- Francz Rezső (Nagyatád)
- Füle István (Szolnok 2.)
- Gál Zoltán (Pest megyei lista)
- Géczi József Alajos (Csongrád megyei lista)
- Godó Lajos (Heves)
- Göndör István (Zala megyei lista)
- Gráf József (Szigetvár)
- Gyárfás Ildikó (Kazincbarcika)
- Hajdu László (Budapest, XV. ker.)
- Házas József (Siófok), Rajcsányi Péter Kálmán helyére
- Hegyi Gyula (Budapesti lista)
- Herbály Imre (Kunhegyes)
- Herczog Edit (Fejér megyei lista)
- Hiesz György (Heves megyei lista)
- Horn Gyula (Budapesti lista)
- Hortobágyi Krisztina (Pest megyei lista, 2000-ig Fidesz, 2000-01 független)
- Iváncsik Imre (Szolnok 1.)
- Jakab Róbertné (Országos lista)
- Jakus Zoltán (Országos lista)
- Jánosi György (Tolna megyei lista)
- Jauernik István (Jász-Nagykun-Szolnok megyei lista)
- Juhász Ferenc (Tiszavasvári)
- Juhász Gábor (Pásztó)
- Juhászné Lévai Katalin (Hajdú-Bihar megyei lista)
- Kálmán András (Dunaújváros)
- Karakas János (Budapest, XX. ker.)
- Karl Imre (Országos lista)
- Katona Béla (Budapest, X-XVIII. ker.)
- Keleti György (Kisbér)
- Keller László (Pest megyei lista)
- Kertész István (Szabolcs-Szatmár-Bereg megye)
- Kiss Gábor (Vásárosnamény)
- Kiss Péter (Budapest, IV.-XV. ker.)
- Kocsi László (Baranya megyei lista)
- Koleszár Lajos (Borsod-Abaúj-Zemplén megyei lista)
- Korózs Lajos (Heves megyei lista)
- Kósa Ferenc (Országos lista)
- Kósáné Kovács Magda (Budapesti lista)
- Kovács László (Győr-Moson-Sopron megyei lista)
- Kovács Tibor (Tiszaújváros)
- Kökény Mihály (Budapesti lista)
- Kristyánné Aknai Erzsébet (Országos lista)
- Lakatos András (Baktalórántháza)
- Lamperth Mónika (Kaposvár 1.)
- Lendvai Ildikó (Budapesti lista)
- Lévai Ferenc (Komárom-Esztergom megyei lista)
- Mayer Bertalan (Országos lista)
- Molnár Albert (Székesfehérvár 2.), Gyuricza Béla helyére
- Molnár Gyula (Budapest, XI. ker.)
- Molnár János (Füzesabony)
- Nagy Sándor (Hajdú-Bihar megyei lista)
- Nagyiványi Zoltán (Budapest, X. ker.)
- Nemcsók János (Csongrád megyei lista)
- Németh Imre (Országos lista)
- Nikolits István (Pest megyei lista)
- Orosz Sándor (Budapest, III. ker.)
- Pál Béla (Veszprém megyei lista)
- Paszternák László (Országos lista)
- Pásztohy András (Somogy megyei lista)
- Páva Zoltán (Komló)
- Podolák György (Budapest, XXI. ker.)
- Pozsgai Balázs (Országos lista)
- Puch László (Baranya megyei lista)
- Pusztai Csaba (Országos lista)
- Pusztai Gyula (Vas megyei lista)
- Sáling József (Országos lista)
- Sándor László (Országos lista)
- Schalkhammer Antal (Tatabánya), 2002-ben elhunyt
- Schvarcz Tibor (Országos lista)
- Serfőző András (Nógrád megyei lista)
- Sibak András (Veszprém megyei lista), Zongor Gábor helyére
- Simon József (Országos lista)
- Solymosi József (Országos lista)
- Soós Győző (Borsod-Abaúj-Zemplén megyei lista)
- Suchman Tamás (Somogy megyei lista)
- Szabados Tamás (Sárbogárd)
- Szabó György (Borsod-Abaúj-Zemplén megyei lista)
- Szabó Imre (Pest megyei lista)
- Szabó Sándorné (Győr-Moson-Sopron megyei lista)
- Szabó Vilmos (Országos lista)
- Szabó Zoltán (Országos lista)
- Szalay István (Országos lista)
- Szanyi Tibor (Budapest, XIII. ker.)
- Szekeres Imre (Jász-Nagykun-Szolnok megyei lista)
- Szilágyi Péter (Berettyóújfalu)
- Szili Katalin (Pécs 2.)
- Szili Sándor (Budapest, XVIII. ker.)
- Szűrös Mátyás (Hajdú-Bihar megyei lista)
- Tabajdi Csaba (Bács-Kiskun megyei lista)
- Takács Imre (Hajdúszoboszló)
- (Tatai-)Tóth András (Komárom-Esztergom megyei lista)
- Tóbiás József (Országos lista)
- Tokár István (Jász-Nagykun-Szolnok megyei lista)
- Toller László (Pécs 3.)
- Tompa Sándor (Miskolc 4.)
- Tóth András (Országos lista)
- Tóth Károly (Békés megyei lista)
- Tóth Sándor (Mezőkovácsháza)
- Üszögi-Bleyer Jenő (Országos lista)
- Vágvölgyi János (Szabolcs-Szatmár-Bereg megyei lista)
- Vancsik Zoltán (Fejér megyei lista), 2000-ben elhunyt
- Vargáné Kerékgyártó Ildikó (Borsod-Abaúj-Zemplén megyei lista)
- Vastagh Pál (Békés megyei lista)
- Veres János (Szabolcs-Szatmár-Bereg megyei lista)
- Vitányi Iván (Budapest, V.-XIII. ker.)
- Vojnik Mária (Nyíregyháza 2.)
- Warvasovszky Tihamér (Fejér megyei lista), Vancsik Zoltán helyére
- Wiener György (Országos lista)
- Zatykó János (Komárom)
- Zongor Gábor (Veszprém megyei lista), 1999 novemberében lemondott
- Zuschlag János (Országos lista)

### FKGP
- Balogh Gyula (Országos lista)
- Balogh József (Kunszentmiklós)
- Bánk Attila (Hajdú-Bihar megyei lista)
- Barkóczy Gellért (Somogy megyei lista)
- Bernáth Varga Balázs (Országos lista)
- Boda Ilona (Országos lista)
- Boros Imre (Zalaszentgrót)
- Csatári József (Bács-Kiskun megyei lista)
- Cseh Sándor (Országos lista, 1999-ig MIÉP, 1999-01 között független)
- Csúcs László (Országos lista, 2001-ben rövid ideig független)
- Czira Szabolcs (Nagykőrös)
- Dán János (Makó)
- Danka Lajos (Vas megyei lista)
- Dögei Imre (Jász-Nagykun-Szolnok megyei lista), István József helyére, 2002-ben elhunyt
- Fejes Ferenc (Jász-Nagykun-Szolnok megyei lista), Dögei Imre helyére
- Fenyvesi Máté (Bácsalmás)
- Hanó Miklós (Békés megyei lista)
- Hegedűs Mihály (Országos lista)
- Homoki János (Pest megyei lista)
- Horváth Béla (Budapesti lista)
- István József (Jász-Nagykun-Szolnok megyei lista), 2001-ben elhunyt
- Kávássy Sándor (Szabolcs-Szatmár-Bereg megyei lista)
- Kékkői Zoltán (Siklós)
- Kurucsai Csaba (Baranya megyei lista)
- Lengyel János (Fehérgyarmat), Zilahi József helyére
- Orosházi György (Fejér megyei lista)
- Pancza István (Csongrád megyei lista)
- Pokol Béla (Borsod-Abaúj-Zemplén megyei lista)
- Simon Miklós (Nyírbátor)
- Szabó János (Országos lista)
- Szentgyörgyvölgyi Péter (Országos lista)
- Tamás Károly (Országos lista), 1998-ban lemondott
- Tímár György (Országos lista)
- Tóth Imre (Gyula)
- Turi-Kovács Béla (Pest megyei lista)
- Vincze László (Csongrád)

### SZDSZ
- Bauer Tamás (Országos lista)
- Béki Gabriella (Országos lista)
- Demszky Gábor (Budapesti lista), 1998-ban lemondott
- Dornbach Alajos (Országos lista)
- Eörsi Mátyás (Országos lista)
- Fodor Gábor (Országos lista)
- Hack Péter (Budapesti lista)
- Hankó Faragó Miklós (Országos lista)
- Horn Gábor (Országos lista)
- Iványi Gábor (Országos lista), Bencsik János helyére
- Kis Zoltán (Jászberény)
- Kóródi Mária (Pest megyei lista)
- Kovács Kálmán (Országos lista)
- Kuncze Gábor (Szigetszentmiklós)
- Lotz Károly (Országos lista)
- Mádai Péter (Országos lista)
- Magyar Bálint (Budapesti lista)
- Mécs Imre (Budapesti lista), Demszky Gábor helyére
- Pető Iván (Országos lista)
- Szalay Gábor (Országos lista)
- Szent-Iványi István (Országos lista)
- T. Asztalos Ildikó (Borsod-Abaúj-Zemplén megyei lista)
- Tardos Márton (Országos lista)
- Világosi Gábor (Országos lista)
- Wekler Ferenc (Országos lista)

### MDF
A Fidesz és az MDF több választókerületben közös jelölteket indított.
- Balogh László (Szeged 2.)
- Balsai István (Budapest, II. ker.)
- Csáky András (Cegléd)
- Csapody Miklós (Budapest, XI. ker.)
- Dávid Ibolya (Tamási)
- Ékes József (Ajka)
- Font Sándor (Kiskőrös)
- Gémesi György (Gödöllő)
- Herényi Károly (Balatonboglár)
- Horváth Balázs (Veszprém 1.)
- Kelemen András (Bicske)
- Lezsák Sándor (Tiszakécske)
- Medgyasszay László (Győr 1.)
- Németh Zsolt (Körmend)
- Szászfalvi László (Marcali)
- Varga István (Orosháza)
- Zilahi József (Fehérgyarmat), 1999-ben elhunyt

### MIÉP
- Balczó Zoltán (Országos lista)
- Bogdán Emil (Országos lista)
- Bognár László (Országos lista)
- Csurka István (Budapesti lista)
- Erkel Tibor (Országos lista)
- Fenyvessy Zoltán (Országos lista)
- ifj. Hegedűs Lóránt (Országos lista)
- Kapronczi Mihály (Országos lista)
- Kiss Andor (Pest megyei lista)
- Lentner Csaba (Budapesti lista)
- Rozgonyi Ernő (Országos lista)
- Zakó László (Nagykanizsa, 2001-ig FKGP, majd rövid ideig független)

### Függetlenek
- Atyánszky György (Bács-Kiskun megyei lista, 2001-ig FKGP)
- Bencsik János (Országos lista, 1998-ig SZDSZ), 1998-ban lemondott
- Czoma Kálmán (Zala megyei lista, 2001-ig FKGP)
- Gidai Erzsébet (Országos lista, 2002-ig MIÉP)
- Gyimóthy Géza (Komárom-Esztergom megyei lista, 2001-ig FKGP)
- Gyuga Pál (Keszthely, 1999-ig Fidesz)
- Helmeczy László (Szabolcs-Szatmár-Bereg megyei lista, 1999-ig Fidesz)
- Koppánné Kertész Margit (Tolna megyei lista, 2002-ig FKGP)
- Kupa Mihály (Szerencs)
- Lányi Zsolt (Veszprém megyei lista, 2001-ig FKGP)
- Molnár László (Országos lista, 2001-ig FKGP)
- Pallag László (Békés, 2001-ig FKGP)
- Pápai Mihály (Győr-Moson-Sopron megyei lista, 2001-ig FKGP)
- Torgyán József (Mátészalka, 2001-ig FKGP)
- Torgyán Józsefné Cseh Mária (Országos lista, 2001-ig FKGP)
- Szabadi Béla (Budapesti lista, 2001-ig FKGP)
- Szabó Attila (Csongrád megyei lista, 1999-ig Fidesz)
- Szabó Lukács (Országos lista, 1999-ig MIÉP)
- Székely Zoltán (Országos lista, 2000-ig FKGP)
- Várhelyi András (Heves megyei lista, 2001-ig FKGP)
- Zsikla Győző (Országos lista, 2001-ig FKGP)